# Kliment Timiriazev
Kliment Arkadievitch Timiriazev (en russe : Климе́нт Арка́дьевич Тимиря́зев) est un biologiste, physiologiste et botaniste russe né en 1843 à Saint-Pétersbourg et décédé en 1920 à Moscou.

## Biographie
Après des études de droit, il se tourne vers les sciences exactes : mathématiques, physique et biologie. Professeur de botanique à l'Académie Petrovski (qui porte aujourd'hui son nom) il y crée une faculté et un laboratoire de physiologie. Il diffuse en Russie les théories de Darwin et adopte des positions politiques qui lui vaudront une suspension de 1911 à 1917. Après la révolution, il devient commissaire du peuple (ministre) du Comité Scientifique d'État.

## Honneurs posthumes
Son nom a été donné à l'Académie d'Agriculture de Moscou, à une station du métro de Moscou et à un cratère de la lune.